# 韋恩鎮區 (印地安納州馬里昂縣)
韋恩鎮區（英語：Wayne Township）是位於美國印地安納州馬里昂縣的一個行政鎮區。

## 地方資料
根據2010年美國人口普查的數據，韋恩鎮區的面積為127.68平方千米，當中陸地面積為127.64平方千米，而水域面積為0.04平方千米。當地共有人口136828人，而人口密度為每平方千米1,071.65人。